# Drávecz Alajos
Drávecz Alajos szlovénül Alojz Dravec (Tótfalu, 1866. november 29. k. – Leipnik, 1915. augusztus 28.) magyarországi szlovén néprajzi író.
A Szentgotthárd melletti, mai Rábatótfaluban született (1983 óta a város része), egy hétgyermekes családban, az ötödik gyerekként. Szülei Drávecz István és Korpics Rozália voltak.

Ifjúkorában kivándorolt az Egyesült Államokba feleségével, aki a szlovéniai Bűdfalváról (ma Budinci) származott. Hazatérte után Rábakethelyen telepedett le, mely ma szintén Szentgotthárd része.

1915-ben az első világháborúban a frontra vitték, Észak-Magyarországra, a mai Szlovákiába, mivel az oroszok a Lembergnél (Lviv) aratott győzelmük során az Uzsoki-hágón át behatoltak Magyarország területére is.

Drávecz a morvaországi mai Lipníknél, Olmütz mellett vívott harcokban vesztette életét.
Munkásságához tartozik a vend lucázási és András-napi szokások dokumentálása, 18. századi vend nyelvű énekek összegyűjtése. Kapcsolatban állt a murabaráti Kühár István íróval.

## Kéziratban fennmaradt alkotása
- Národna vera i navade v vési